# غردة سور
غردة سور هي قرية في مقاطعة بيرانشهر، إيران. يقدر عدد سكانها بـ 494 نسمة بحسب إحصاء 2016.